# 중화사상

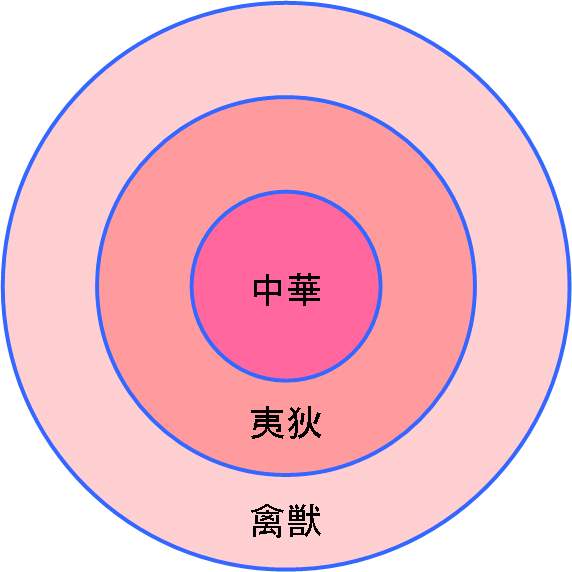
중화사상의 화이질서

중화사상(중국어: 中華思想) 또는 중국중심주의(중국어: 中國中心主義, Sinocentrism)는 중국이 자국의 문화와 국토를 자랑스러워 하며 타 민족을 배척하는 사상이다. 여기서의 ‘중화’는 세계의 중심의 우수한 나라라는 뜻이며, 그 밖의 나라는 오랑캐로 여기어 천시한다. 따라서 화이사상(華夷思想)이라고도 한다. 중화사상은 중앙[中]을 중심으로 미개한 주변부를 다스린다는 관념을 깔고 있으며, 따라서 중국이 '세계 유일의 황제' 개념이 정립되며 춘추전국시대에 이민족과의 잦은 충돌을 빚으면서 '중국'과 '중화'의 정체성이 확립되었다. 
이 사상은 춘추전국시대부터 진(秦)· 한(漢) 시대에 걸쳐 형성되었다. 특히 한대(漢代) 공양학(公羊學)에서 두드러졌다. 한족 문화를 지키겠다는 취지에서 불교를 배척하고 유교 사상을 강화하였는데, 이게 바로 주자학(朱子學)이다.
중국 고대경전인 주례나 상서에는 주나라의 왕도 즉 낙양에서 400킬로미터 사방을 왕성의 범위로 생각했고, 그 바깥에 순서대로 후복, 전복, 남복, 채복, 위복, 요복, 이복, 진복, 번복의 세계가 있다고 보았으며, 요복까지 2800킬로미터까지를 중화의 범위로 여겼다. 그 바깥쪽은 번이 즉 오랑케의 세계이다. 이것을 고려하면 티베트나 신강위구르 자치구 그리고 요동은 중화에 해당하지 않는다.
그 후 여진족(滿洲族)이 한족(漢族)을 정복하고 중국을 다스리며 청나라가 건국되었고 반만사상(反滿思想)이 재연되었다. 또한이 중화사상은 서양 열강과 무역을 할 때도 서양이 청나라에 조공을 하는 형식으로 하여 반발을 샀고 서양 열강과의 외교 교섭을 가지려 하지 않았기 때문에 서양 문화의 수용을 저해하였다. 그러나 차츰 서양 문화의 가치를 인식하게 되었고 중국 왕조체제의 붕괴와 함께 기존의 중화사상은 사라졌다.
그러나 20세기 이래로 중국 내부에서 다수의 한족과 나머지 소수민족이 갈등 관계에 놓이자, 때때로 한족 사이에서 중화사상과 같은 것이 발현되기도 하였다. 이것이 2008년 티베트 소요 사태 등을 유발하는 데 일정 부분 역할을 하였다.

## 같이 보기
- 중국의 민족주의
- 화이질서